# Alois Mayrhofer

Alois Matthias Mayrhofer

Alois Matthias Mayrhofer (* 9. Oktober 1764 in St. Pölten; † 30. Dezember 1842 ebenda) war österreichischer Politiker und 5. Bürgermeister von St. Pölten.

## Leben
Der Sohn eines Schuhmachers wurde am 9. Oktober 1764 in St. Pölten geboren. Durch Heirat wurde er 1796 zum Besitzer einer Papierfabrik in Wagram, die er schon 1803 oder 1805 verkaufte. Eine Getreidemühle, die er am Nachbargrundstück gebaut hatte, veräußerte er 1828 und lebte fortan als Privatier von seinem Vermögen.
Mayrhofers politische Tätigkeit begann 1816, als er zum Magistratsrat gewählt wurde. Dies blieb er bis zu seiner Berufung zum Bürgermeister 1833. Gegen Ende seiner Amtszeit konnte er den Ratssitzungen krankheitsbedingt nicht mehr beiwohnen, blieb jedoch bis zu seinem Tod am 30. Dezember 1842 im Amt.

## Ehrungen
- Mayrhofergasse in St. Pölten-Spratzern (1955)[1]